# Großer Madebrökensee
Der Große Madebrökensee (oder Großer Madebröken) ist ein See in der Stadt Plön in Schleswig-Holstein. Er befindet sich östlich der B 76. Der Große Madebrökensee eine Größe von etwa 3,9 ha, eine maximale Tiefe von ca. 10,8 Metern und entwässert in den nördlich gelegenen Höftsee / Behler See.